# Parque Urbano Bosque do Sudoeste
15° 47′ 47″ S, 47° 55′ 35″ O
O Parque Urbano Bosque do Sudoeste, mais conhecido como Parque Bosque do Sudoeste, é um parque público, ecológico e de lazer brasileiro localizado no centro do Distrito Federal, na região administrativa de Sudoeste/Octogonal.
O parque foi inaugurado em 2013. Até dezembro de 2019, o parque era administrado pelo Instituto Brasília Ambiental (Ibram), mas então passou para a gestão da Administração Regional de Sudoeste/Octogonal.
O parque conta com pista de caminhada, pista para bicicletas, aparelhos para ginástica, parque infantil e uma pequena arena.